# Spriggan (Manga)
Spriggan (jap.: スプリガン) ist eine japanische Manga-Serie von Hiroshi Takashige und Ryōji Minagawa, die zwischen 1989 und 1996 veröffentlicht wurde. Der Manga wurde als Web-Anime, Animefilm sowie als Videospiel adaptiert.

## Inhalt
Vor vielen Jahrhunderten existierte auf der Erde eine Zivilisation. Obwohl sie fortschrittlich war, ist das Reich untergegangen. Das Reich hinterließ wertvolle Schätze sowie eine Nachricht auf Hebräisch. Dort steht, wenn man die Artefakte nicht für gute Zwecke einsetzt, sollte man sie zerstören.
In Ararat findet eine Organisation namens ARCAM einen Schatz, von dem vermutet wird, dass er der biblischen Figur Noah gehörte. Eine andere Organisation will den Schatz in ihre Hände bekommen. Die Agenten Yu Ominae und Jean Jaques-Monde, die für ARCAM arbeiten, müssen die bösartige Organisation aufhalten.

## Veröffentlichung
Der Manga erschien zuerst Februar 1989 im Magazin Shōnen Sunday bei Shogakukan und später von 1992 bis 1996 im Magazin Shōnen Sunday S. Der Verlag brachte die Kapitel auch gesammelt in 11 Bänden heraus. Eine deutsche Übersetzung erschien zunächst bei Carlsen Manga unter dem Titel Striker im Januar und März 1996 und wurde nach zwei Bänden abgebrochen. Eine Neuauflage unter dem Originaltitel bei Planet Manga kam dann vollständig von September 2001 bis Juli 2002 heraus. Es folgte von Februar 2022 bis März 2023 eine achtbändige Ausgabe als Spriggan Deluxe. Eine englische Fassung erschien bei Viz Media.

## Anime
Der Anime wurde von David Production produziert. Regie führte Hiroshi Kobayashi und das Drehbuch schrieb Hiroshi Seko. Das Charakterdesign stammt von Shūhei Handa, die künstlerische Leitung lag bei Yūji Kaneko.
Der Anime mit 6 je 45 Minuten langen Folgen lief ab 18. Juni 2022 auf Netflix.

### Synchronisation
| Rolle             | japanischer Sprecher (Seiyū) |
| ----------------- | ---------------------------- |
| Yū Ominae         | Chiaki Kobayashi             |
| Steve H. Foster   | Akio Ohtsuka                 |
| Colonel McDougal  | Ayumu Murase                 |
| Koichi Moroha     | Ken Narita                   |
| Yoshino Somei     | Mariya Ise                   |
| Jean Jaques-Mondo | Yohei Azakami                |
| Iwao Akatsuki     | Yoshimasa Hosoya             |
| Bo Blanche        | Tetsu Inada                  |

### Musik
Die Musik der Serie komponierte Taisei Iwasaki. Das Vorspannlied ist Seeking the Truth feat. YAHZARAH von Taisei Iwasaki. Der Abspann ist unterlegt mit Ancient Creation feat. Shing02, auch gesungen von Taissi Iwasaki.

### Animefilm
1998 kam der Animefilm Spriggan heraus. Bei der Produktion von Studio 4°C führte Hirotsugu Kawasaki Regie. Die Drehbücher schrieben Katsuhiro Otomo, Hirotsugu Kawasaki und Yasutaka Ito. Die Musik wurde komponiert von Kuniaki Haishima. Hisashi Eguchi war für das Charakterdesign und die Leitung der Animationsarbeiten verantwortlich.

## Videospiele
Spriggan: Lunar Wars ist ein Playstation-Spiel, das von From Liquid Mirror Software produziert und 1999 von FromSoftware veröffentlicht wurde.